# Sphecodes capverdensis
Sphecodes capverdensis là một loài Hymenoptera trong họ Halictidae. Loài này được Pauly & LaRoche mô tả khoa học năm 2002.